# Sébastien Sejean
Pour les articles homonymes, voir Sejean.
Sébastien Sejean, né le 31 octobre 1983 à Paris, est un joueur français de football américain évoluant au poste de safety. C'est le quatrième Français à avoir signé en NFL.

## Biographie
Sébastien Sejean découvre le football américain par l'intermédiaire d'un surveillant de son collège qui lui propose de venir assister aux entrainements des Molosses d'Asnières-sur-Seine. En 2001, il part pour Amiens où il intègre le pôle espoir de la Fédération française de football américain et rejoint le club des Spartiates d'Amiens. Dès 2002 il est appelé en équipe de France junior avec laquelle il participe au championnat d'Europe junior, où il obtient le titre de meilleur joueur.
En 2003 il est retenu au sein de l'équipe d'Europe pour participer au Global Championship. Lors de ce tournoi, il est remarqué par des universités américaines, notamment 'équipe des Louisiana Tech Bulldogs de l'université de Louisiana Tech. Cette même année, il participe avec l'équipe de France sénior à la deuxième édition de la coupe du monde en Allemagne, compétition disputée par le pays organisateur, le Japon et le Mexique et où la France termine quatrième. Puis, en 2004, il remporte le Casque de diamant X avec les Spartiates d'Amiens. Grâce à ses bonnes prestations, il se voit proposer de rejoindre l'Université Laval au Québec. Fin 2004 il part donc étudier au Canada. À l'Université de Laval, il intègre l'équipe de football canadien des Rouge et Or. D'abord remplaçant, il se fait rapidement une place dans l'effectif. Il contribue aux victoires de Laval en Coupe Dunsmore en 2005 et 2007, et en Coupe Vanier (plus haute compétition universitaire au Canada) en 2006.
En septembre 2007, il participe à sa deuxième coupe du monde, édition disputée au Japon et ouverte à six équipes, la France terminant sixième.
Sollicité pour venir jouer en NFL Europa, il refuse la proposition qui lui est faite tout en espérant obtenir un contrat dans la Ligue canadienne de football (LCF). Il est approché par les Argonauts de Toronto, mais au même moment, il est contacté pour participer au programme de développement de joueur étranger organisé par la NFL. Il décide de tenter sa chance à celui-ci, où seulement seize joueurs se verront proposer un contrat. Durant les tests qui se déroulent à Londres et à Séville, il est confronté à une soixantaine de joueurs dont certains ont déjà joué en professionnel en NFL Europe. À l'issue des tests, il se voit offrir l'un des seize précieux sésames et signe avec les Rams de Saint-Louis, devenant ainsi le premier étudiant de l'Université de Laval à signer avec un club de la NFL,. En 2008, son contrat se limitant au practice squad (équipe réserve), il participe uniquement aux matchs de pré-saison et aux entrainements du club. Le 9 août, il entre en jeux pour la première fois au cours du 4e quart-temps, il réussit deux placages durant son temps de jeu. Puis il joue contre les Chargers de San Diego et réussit trois placages. Enfin, il joue le dernier match de la pré-saison contre les Chiefs de Kansas City. À la fin de la pré-saison il cumule trois matchs avec six placages solo.
Depuis la fin de son contrat chez les Rams, il est à la recherche d'un nouveau club. Il est transféré en 2011 des Rams de St Louis aux Spartiates d'Amiens.
En 2013, 2014, 2015, il évolue au  sein du club allemand des Monarchs de Dresde en première division allemande (Gfl). Il rejoint pour la saison suivante les Argonautes d'Aix-en-Provence avant de signer en 2017 pour les Molosses d'Asnières-sur-Seine.
Membre de l'équipe de France, depuis 2002, il participe, en plus des éditions 2003, 2007 et 2015 de la coupe du monde aux Jeux mondiaux 2017 et aux éditions 2014 et 2018 du championnat d'Europe.[réf. nécessaire]
Le 3 février 2019 il commente avec Jean-Pierre Gagick et Philippe Gardent sur TF1, le Super Bowl. Depuis 2020 il commente régulièrement la saison de NFL diffusée sur L'Équipe.

## Palmarès

### Équipe de France
- Champion d'Europe 2018.
- Vainqueur des Jeux mondiaux 2017.
- Médaille de bronze championnat d'Europe 2014.
- Championnat du monde 2003, 2007, 2015.

### Trophées universitaire
- Vainqueur de la Coupe Vanier 2004.
- Vainqueur de la Coupe Uteck 2004.
- Vainqueur de la Coupe Dunsmore en 2004, 2005 et 2007.

### Trophées amateurs
- Championnat de France élite, Casque de diamant : 2004, 2012.
- Vice-champion d'Allemagne 2013.

### Distinctions
- ALL-Star Team du championnat d'Europe junior 2002
- ALL-Star Team du Championnat du Monde Junior 2003